# David Berkowitz (brydżysta)
David Berkowitz (ur. 23 listopada 1949) – amerykański brydżysta z tytułem World Life Master w kategorii open (WBF).
Żona Davida Berkowitza, Lisa, zdobyła Drużynowe Mistrzostwo Świata. Mają dwójkę dzieci, 
Danę i Michaela, którzy również grają w brydża na mistrzowskim poziomie.
W roku 2010 David Berkowitz został włączony do Galerii Sław (Hall of Fame).

## Wyniki brydżowe

### Olimpiady
Na olimpiadach uzyskał następujące rezultaty:
| Olimpiady brydżowe. Zawody teamów | Olimpiady brydżowe. Zawody teamów | Olimpiady brydżowe. Zawody teamów    | Olimpiady brydżowe. Zawody teamów | Olimpiady brydżowe. Zawody teamów | Olimpiady brydżowe. Zawody teamów |
| Rok                               | Miejsce                           | Zawody                               | Kategoria                         | Drużyna                           | Pozycja                           |
| --------------------------------- | --------------------------------- | ------------------------------------ | --------------------------------- | --------------------------------- | --------------------------------- |
| 2002                              | Salt Lake City                    | 4. Mistrzostwa o Wielką Nagrodę MKOL | Open                              | USA                               | 8                                 |
| 2000                              | Maastricht                        | 11. Olimpiada Brydżowa               | Open                              | USA                               | 3                                 |

### Zawody światowe
W światowych zawodach zdobył następujące lokaty:
| Mistrzostwa Świata. Konkurencja teamów | Mistrzostwa Świata. Konkurencja teamów | Mistrzostwa Świata. Konkurencja teamów | Mistrzostwa Świata. Konkurencja teamów | Mistrzostwa Świata. Konkurencja teamów | Mistrzostwa Świata. Konkurencja teamów |
| Rok                                    | Miejsce                                | Zawody                                 | Kategoria                              | Drużyna                                | Pozycja                                |
| -------------------------------------- | -------------------------------------- | -------------------------------------- | -------------------------------------- | -------------------------------------- | -------------------------------------- |
| 2013                                   | Nusa Dua                               | 41. Mistrzostwa Świata Teamów          | Trans                                  | Gordon                                 | 1                                      |
| 2011                                   | Pekin                                  | SportAccord World Mind Games           | Mężczyźni                              | USA                                    | 2                                      |
| 2011                                   | Veldhoven                              | 40. Mistrzostwa Świata Teamów          | Trans                                  | Gordon                                 | 4                                      |
| 2010                                   | Filadelfia                             | 13. Seria Mistrzostw Świata            | Miksty                                 | Meltzer                                | 32                                     |
| 2010                                   | Filadelfia                             | 13. Seria Mistrzostw Świata            | Open                                   | Meltzer                                | 17                                     |
| 2009                                   | São Paulo                              | 39. Mistrzostwa Świata Teamów          | Seniorzy                               | USA 2                                  | 4                                      |
| 2006                                   | Werona                                 | 12. Mistrzostwa Świata                 | Open                                   | Lynch                                  | 17                                     |
| 2005                                   | Estoril                                | 37. Mistrzostwa Świata Teamów          | Trans                                  | Jacobs                                 | 36                                     |
| 2002                                   | Montreal                               | 11. Mistrzostwa Świata                 | Open                                   | Schwartz                               | 5                                      |
| 1998                                   | Lille                                  | 10. Mistrzostwa Świata                 | Open                                   | Sosler                                 | 17                                     |
| 1994                                   | Albuquerque                            | 9. Mistrzostwa Świata                  | Open                                   | Shugart                                | 33                                     |
| 1993                                   | Santiago                               | 31. Mistrzostwa Świata Teamów          | Open                                   | USA 2                                  | 4                                      |
| 1990                                   | Genewa                                 | 8. Mistrzostwa Świata                  | Open                                   | Weichsel                               | 9                                      |
| 1982                                   | Biarritz                               | 6. Mistrzostwa Świata                  | Open                                   | Berkowitz                              | 24                                     |

| Mistrzostwa Świata. Konkurencja par | Mistrzostwa Świata. Konkurencja par | Mistrzostwa Świata. Konkurencja par | Mistrzostwa Świata. Konkurencja par | Mistrzostwa Świata. Konkurencja par | Mistrzostwa Świata. Konkurencja par |
| Rok                                 | Miejsce                             | Zawody                              | Kategoria                           | Partner                             | Pozycja                             |
| ----------------------------------- | ----------------------------------- | ----------------------------------- | ----------------------------------- | ----------------------------------- | ----------------------------------- |
| 2011                                | Pekin                               | SportAccord World Mind Games        | Mężczyźni                           | Alan Sontag                         | 11                                  |
| 2010                                | Filadelfia                          | 13. Mistrzostwa Świata              | Miksty                              | Katherine Wei-Sender                | 186                                 |
| 2006                                | Werona                              | 12. Mistrzostwa Świata              | Open                                | Larry N. Cohen                      | 51                                  |
| 2006                                | Werona                              | 12. Mistrzostwa Świata              | Miksty                              | Katherine Wei-Sender                | 110                                 |
| 2002                                | Montreal                            | 11. Mistrzostwa Świata              | Miksty                              | Lisa Berkowitz                      | 41                                  |
| 2002                                | Montreal                            | 11. Mistrzostwa Świata              | Open                                | Larry N. Cohen                      | 28                                  |
| 1998                                | Lille                               | 10. Mistrzostwa Świata              | Open                                | Larry N. Cohen                      | 2                                   |
| 1998                                | Lille                               | 10. Mistrzostwa Świata              | Miksty                              | Lisa Berkowitz                      | 205                                 |
| 1994                                | Albuquerque                         | 9. Mistrzostwa Świata               | Open                                | Larry N. Cohen                      | 9                                   |
| 1990                                | Genewa                              | 8. Mistrzostwa Świata               | Miksty                              | Lisa Berkowitz                      | 26                                  |
| 1986                                | Miami Beach                         | 7. Mistrzostwa Świata               | Miksty                              | Lisa Berkowitz                      | 5                                   |
| 1986                                | Miami Beach                         | 7. Mistrzostwa Świata               | Open                                | Drew Casen                          | 17                                  |
| 1982                                | Biarritz                            | 2. Mistrzostwa Świata               | Open                                | Ron Anderson                        | 8                                   |
| 1982                                | Biarritz                            | 6. Mistrzostwa Świata               | Miksty                              | Lisa Berkowitz                      | 21                                  |

| Mistrzostwa Świata. Konkurencja indywidualna | Mistrzostwa Świata. Konkurencja indywidualna | Mistrzostwa Świata. Konkurencja indywidualna | Mistrzostwa Świata. Konkurencja indywidualna | Mistrzostwa Świata. Konkurencja indywidualna | Mistrzostwa Świata. Konkurencja indywidualna |
| Rok                                          | Miejsce                                      | Zawody                                       | Kategoria                                    | Pozycja                                      |                                              |
| -------------------------------------------- | -------------------------------------------- | -------------------------------------------- | -------------------------------------------- | -------------------------------------------- | -------------------------------------------- |
| 2011                                         | Pekin                                        | SportAccord World Mind Games                 | Mężczyźni                                    | 7                                            |                                              |

## Klasyfikacja
- David Berkowitz – klasyfikacja WBF (ang.)